# 스타룩스 항공
스타룩스 항공(중국어: 星宇航空, 영어: Starlux Airlines)은 대만의 항공사이자 대만의 3번째 FSC로 타이완 타오위안 국제공항을 허브 공항으로 사용하고 있다.

## 역사
스타룩스 항공은 지난 2016년 11월 30일, 에바 항공의 창업주였던 창궈웨이의로부터 설립되었고 다음해 대만 민간항공국에 공식 등록되었다.
이후 사명을 현재의 명칭으로 명명하였고 2019년, 에어버스 A350-900 5대와 에어버스 A350-1000 12대 도입에 대한 계약을 체결하였으며 2020년, 첫 노선인 마카오 노선을 정식 취항하였다. 이후 스타룩스 항공은 2020년, 쿠알라룸푸르 취항을 시작으로, 2021년에는 호치민, 마닐라, 싱가포르 노선을 연이어 취항하였다.
같은해 7월 29일에는 정보보안관리 인증인 ISO 27001과 개인정보 보호 시스템 인증인 ISO 27701을 취득하였으며 2022년 2월 17일, 후쿠오카를 취항하였으며 신형 항공기인 에어버스 A330-900neo를 인도받았다.

## 보유 기종
- 2022년 5월 기준으로 다음과 같이 보유 하고 있다.[11][12]

## 같이 보기
- 에바 항공
- 에버그린 그룹
- 유니 항공